# 氯氣 (歌曲)
氯氣是美国音乐二人组合二十一名飞行员的歌曲。歌曲于2019年1月22日通过Fueled by Ramen发行，作为他们第五张录音室专辑《Trench》中的第五首单曲。这首歌曲由泰勒·约瑟夫和摇滚乐队Mutemath的主唱保罗·米尼创作和制作。这是一首神遊舞曲、说唱摇滚和电子流行歌曲，谈论了“创作能净化黑暗的冲动，却也会引发痛苦”。
氯氣受到音乐评论家的好评。乐评人指出这首歌曲朗朗上口，也比之前的作品在音乐上更加克制。它成为乐队第五首Billboard另类歌曲榜冠军单曲，也是《Trench》专辑的第一首获得白金认证的歌曲。该歌曲于2019年1月29日登上另类音乐电台，并于2019年3月19日登上流行电台。

## 音乐
与《Trench》的大部分歌曲一样，氯氣由二十一名飞行员乐队的主唱泰勒·约瑟夫和Mutemath的保罗·米尼创作和制作，后者还为歌曲的开场提供了部分声音。歌曲创作过程和录音是在约瑟夫位于俄亥俄州哥伦布市的地下录音室秘密进行的，而这首歌曲则由Adam Hawkins进行混音，并由纽约市Sterling Sound的Chris Gehringer进行母带处理。在Reddit上的“Ask Me Anything”活动中，约瑟夫写道，“在氯氣这首歌当中，尝试应对和表达他的内心情感非常消耗精力”。
根据Sony/ATV Music Publishing在 Musicnotes.com 上发布的乐谱，氯氣以四四拍的拍号写成，节奏为每分钟 90 拍。这首歌以B♭小调创作，约瑟夫的声域介于F3和 D♭5之间。这是一首电子流行、痴哈和说唱摇滚歌曲，含有一个低沉的背景人声和“暗沉、Zaytoven 式的钢琴弹奏”。它被乐评人描述为一首“阴沉的、情绪缓慢积累的作品”，并且其副歌极具感染力，可与Bastille、Thom Yorke、DJ Shadow和Gym Class Heroes的作品相媲美。《公告牌》的佩奇·威廉姆斯表示，这首歌是关于清洁你頭腦中的黑暗想法，而《纽约时报》的卡琳·甘茨则表示，它表达了“创作能净化黑暗的冲动，却也会引发痛苦。”

## 发行
《Trench》于2018年10月5日发布。氯氣是专辑上的第五首曲目。2019年1月22日，二十一名飞行员在社交媒体发布一段预告片，影片内容包括一段肮脏的游泳池，配上这首歌的鼓的声音。这让粉丝开始猜测歌曲氯氣的音乐影片将在第二天发行。乐队主唱泰勒·约瑟夫也在Twitter上发布了一条贴文，其中写道“我想让你们认识一个人。明天我会向你们介绍他。他的名字叫Ned。<{•.•}>”。然而，乐队后来宣布他们迫不及待地想分享这段视频，并于当天发布了音乐视频。就在这支影片放出之前，网站 dmaorg.info更新了《Trench》故事主角克兰西写的一封信，图片文件名为 17–35.4527，其中17 和 35.4527 分别是化学元素氯的原子序数和原子量。此外，1月23日，这封信进行了更新，将“than”和“happened”分别替换为“that”和“happen”。一位Reddit用户后来发现，字母的变化拼出了“Ned”这个名字，这是歌曲音乐视频中生物的名字。
2019年1月29日，氯氣在另类电台播出，然后于2019年3月19日在流行电台发行。最终，2月8日，该歌曲的“Alt Mix”版本（即电台剪辑版）在音乐流播服务上发布，该版本长度更短，删除了歌曲的前奏和结尾。

## 反响和评论
乐评人对氯氣给出正面评价，指出了歌曲的朗朗上口，以及在音乐创作上相比前作更加成熟。PopMatters的约书亚·科珀曼 (Joshua Copperman) 称赞氯氣与乐队之前的作品相比在音乐上的克制，并认为它拥有“唱片上最吸引人的副歌”。NME的加里·瑞安 (Gary Ryan) 写道，这首歌“足以独立于任何故事线独立存在”。《公告牌》撰稿人克里斯·佩恩 (Chris Payne) 发现，包括氯氣在内，乐队音乐风格在专辑《Trench》上的演进“令人震动”。《GIG Soup》的Jo Cosgrove 表达了类似的观点，并进一步补充说这首歌“朗朗上口”且“有深度”。411 Mania的 David Hayter 称赞这首歌“风格明快”，最终得出结论，它“既暗淡、阴郁和紧张，又有着迷人的愉悦一面”。Cleveland.com的 Anne Nickoloff 和 Troy Smith 将这首歌列入二十一名飞行员最佳歌曲名单的第八名，认为它是《Trench》专辑最容易消化的曲目。

## 音乐影片
氯氣的音乐影片于2019年1月22日作为单曲发行后上传，由 Reel Bear Media 的 Mark C. Eshleman 执导。视频中，两人给一个肮脏的游泳池放满水后进行了清洁，而一只名叫内德（Ned）的长着小鹿角、黑色眼睛和毛茸茸的蝙蝠般耳朵的白色外星人状小生物正在注视着他们。当二人完成泳池的清洁和注水后，内德跳入水中，他的鹿角似乎也相应地生长起来。影片最后，约瑟夫和这个生物坐在一个空的水池里，它的鹿角又缩了下去。约瑟夫给这位生物一个含有未知物质的杯子，但是它没有喝。截至 2024年3月，该视频在 YouTube 上的观看次数已超过 5.66 亿次。
Ned 角色的创建从 2018年12月中旬开始，使用 3D 视觉特效和实体替身模具进行创作。在匪帮世界巡演期间，乐队在基辅接受采访时，乐队解释说 Ned 代表了“关于创作能力，以及试图保护和满足它......或者说安抚它。”

## 北纬 19.4326°、西经 99.1332° 版本
Chlorine (19.4326° N，99.1332° W)是该曲目的重新构想版本，于2019年6月21日发布到流媒体服务这是《Trench》专辑当中第一首收入迷你专辑《Location Sessions》的不插电歌曲版本，据推测是在墨西哥城的一场私人音乐会上录制的，歌曲标题中的坐标也指向那里。歌曲使用钢琴和零碎的节拍作为伴奏。

## 曲目列表
| 美国宣传 CD | 美国宣传 CD               | 美国宣传 CD |
| 曲序        | 曲目                      | 时长        |
| ----------- | ------------------------- | ----------- |
| 1.          | Chlorine（radio edit #1） | 2:55        |
| 2.          | Chlorine（radio edit #2） | 2:02        |
| 3.          | Chlorine（radio edit #3） | 1:59        |
| 4.          | Chlorine（album version） | 5:24        |
| 5.          | Chlorine（instrumental）  | 5:25        |

| Spotify single | Spotify single      | Spotify single |
| 曲序           | 曲目                | 时长           |
| -------------- | ------------------- | -------------- |
| 1.             | Chlorine            | 5:24           |
| 2.             | Chlorine（Alt Mix） | 3:11           |

| Chlorine (19.4326° N, 99.1332° W) | Chlorine (19.4326° N, 99.1332° W) | Chlorine (19.4326° N, 99.1332° W) |
| 曲序                              | 曲目                              | 时长                              |
| --------------------------------- | --------------------------------- | --------------------------------- |
| 1.                                | Chlorine (19.4326° N, 99.1332° W) | 3:58                              |

## 人员名单
信息来自《Trench》CD的内页说明和二十一名飞行员官方YouTube频道。  
录制与管理
- 由 Warner-Tamerlane 出版公司 (BMI) 和 Stryker Joseph Music (BMI) 出版
- 录制于Tyler Joseph的家庭录音室（俄亥俄州哥伦布）[1]和联合录音室 （加利福尼亚州好莱坞）[2]
- 母带处理在Sterling Sound完成 （纽约州纽约市）

## 排行榜
| 榜单 (2018–2019)                         | 最高 排名 |
| ---------------------------------------- | --------- |
| 奥地利（Ö3四十强单曲榜）                 | 37        |
| 比利时瓦隆（Ultratip榜外單曲榜）         | 16        |
| 加拿大（Canadian Hot 100）               | 85        |
| 加拿大（《告示牌》Canada Rock）          | 10        |
| 捷克（電台百強單曲榜）                   | 6         |
| 捷克（百強數位單曲榜）                   | 14        |
| 芬兰（芬蘭官方單曲榜）                   | 65        |
| 愛爾蘭（愛爾蘭唱片音樂協會单曲榜）       | 64        |
| 立陶宛（AGATA）                          | 31        |
| 墨西哥（《告示牌》電臺榜）               | 1         |
| 新西蘭（RMNZ熱門單曲榜）                 | 12        |
| 羅馬尼亞（百强单曲榜）                   | 66        |
| 蘇格蘭（官方榜单公司單曲榜）             | 81        |
| 斯洛伐克（百強數位單曲榜）               | 28        |
| 斯洛伐克（電台百強單曲榜）               | 15        |
| 瑞士（瑞士热门音乐榜）                   | 82        |
| 乌克兰（Tophit乌克兰电台榜）             | 82        |
| 美国（《告示牌》Bubbling Under Hot 100） | 5         |
| 美國（《告示牌》Hot Rock Songs）         | 3         |
| 美國（《告示牌》Pop Airplay）            | 32        |
| 美國（《告示牌》Rock Airplay）           | 4         |

| 榜单 (2018)                    | 排位 |
| ------------------------------ | ---- |
| 美国热门摇滚歌曲（《告示牌》） | 97   |
| 榜单 (2019)                    | 排位 |
| 拉脫維亞（LAIPA）              | 80   |
| 美国热门摇滚歌曲（《告示牌》） | 6    |
| 美国摇滚电台榜（《告示牌》）   | 23   |

## 认证
| 地區                       | 认证    | 认证单位/销量 |
| -------------------------- | ------- | ------------- |
| 加拿大（加拿大音乐协会）   | 2× 白金 | 160,000‡      |
| 法国（法國唱片出版業公會） | 金      | 100,000‡      |
| 波兰（波蘭音像製造商協會） | 2× 白金 | 40,000‡       |
| 葡萄牙（葡萄牙唱片業協會） | 金      | 5,000‡        |
| 英国（英国唱片业协会）     | 银      | 200,000‡      |
| 美国（美國唱片業協會）     | 2× 白金 | 2,000,000‡    |
| ‡僅含認證的+實際銷量       |         |               |

## 发布历史
| 地区 | 日期          | 格式         | 厂牌                                | 來源   |
| ---- | ------------- | ------------ | ----------------------------------- | ------ |
| 美国 | 2019年1月29日 | 另类摇滚电台 | Fueled by Ramen Elektra Music Group | [ 22 ] |
| 美国 | 2019年3月19日 | 流行电台     | Fueled by Ramen Elektra Music Group | [ 70 ] |